# Karel Hník
Karel Hník (Jilemnice, 9 agosto 1991) è un ex ciclista su strada e ciclocrossista ceco, attivo in formazioni UCI dal 2011 al 2021.

## Palmarès

### Strada
- 2014 (Etixx, quattro vittorie)

4ª tappa Volta ao Alentejo (Odemira > Santiago do Cacém)
3ª tappa Grande Prémio Internacional de Torres Vedras-Troféu Joaquim Agostinho (São Martinho do Porto > Carvoeira)
4ª tappa Tour Alsace (Ribeauvillé > Le Markstein)
Classifica generale Tour Alsace

#### Altri successi
- 2013 (Etixx-iHNed)

Classifica scalatori Volta ao Alentejo

### Cross
- 2008-2009 (Juniores)

Toi Toi Cup #3, Junior (Louny)
Kleicross, Junior (Lebbeke)
Jaarmarktcross Niel, Junior (Niel)
Toi Toi Cup #6, Junior (Mnichovo Hradiště)

## Piazzamenti

### Competizioni mondiali
- Campionati del mondo su strada

Valkenburg 2012 - In linea Under-23: 33º
Toscana 2013 - In linea Under-23: 28º
Richmond 2015 - In linea Elite: 41º
Innsbruck 2018 - In linea Elite: ritirato
- Campionati del mondo di ciclocross

Treviso 2008 - Junior: 13º
Tábor 2010 - Under-23: 30º
St. Wendel 2011 - Under-23: 3º
Koksijde 2012 - Under-23: 22º

### Competizioni europee
- Campionati europei su strada

Offida 2011 - In linea Under-23: 21º
Goes 2012 - In linea Under-23: 29º
Olomouc 2013 - In linea Under-23: 19º
Plumelec 2016 - In linea Elite: 55º
- Campionati europei di ciclocross

Hittnau 2007 - Junior: 9º
Lievin 2008 - Junior: 9º
Hoogstraten 2009 - Under-23: 35º
Ipswich 2012 - Under-23: 12º